# Tội phạm có tổ chức
Tội phạm có tổ chức là tội phạm gây nguy hiểm cho xã hội khi có từ hai người trở lên cùng thực hiện tội phạm, được gọi là đồng phạm.

## Định nghĩa
Mọi nhóm người hoặc các cá nhân biệt lập nhưng được tổ chức, tập hợp lại thường xuyên vì mục đích vụ lợi bằng phương pháp phi pháp (khái niệm về tội phạm có tổ chức được đưa ra tại hội thảo quốc tế của Liên Hợp Quốc về đấu tranh chống tội phạm vào năm 1991).
Tại Mỹ tội phạm có tổ chức được định nghĩa là "tổ chức có từ hai người trở lên trong một thời gian dài thực hiện nhiều hành vi phạm tội có tính truyền thống như trộm, cướp, gây thương tích..."
Tại Nga tội phạm có tổ chức được định nghĩa là "sự hình thành và hoạt động của các kết cấu phạm tội có tổ chức như các băng đảng, các hội; các tổ chức phạm tội có tổ chức và các hoạt động phạm tội của chúng" (có thể hiểu các hoạt động phạm tội ở các mức nghiêm trọng, rất nghiêm trọng và đặc biệt nghiêm trọng).
Nhìn chung sự khác biệt cơ bản giữa tội phạm có tổ chức và các loại tội phạm khác là chúng hoạt động chuyên nghiệp hơn, có tổ chức chặt chẽ và ảnh hưởng đến chính trị, báo chí, kinh tế...
Tại Đức tội phạm có tổ chức được định nghĩa như sau:
| “ | tội phạm có tổ chức là những tội ác có hoạch định trước để gây lợi hay giành quyền lực, được thực hiện bởi hơn hai người trong khoảng thời gian dài a) sử dụng những cơ cấu doanh nghiệp, b) sử dụng quyền lực hay những biện pháp để đe dọa, hoặc c) dùng những thế lực chính trị, báo chí, cơ sở công cộng, tư pháp hay kinh tế Từ này không bao gồm những tội phạm khủng bố. | ” |

Đối ngược với những hành động khủng bố hầu để đạt tới những mục đích chính trị, tội phạm có tổ chức được thực hiện nhằm mục đích làm giàu. Những tội phạm không để gây lợi (với mục tiệu chính trị, tôn giáo) không thuộc vào tội phạm có tổ chức. Luật hình sự Đức phân biệt giữa tội phạm có tổ chức và khủng bố (§ 129, Bildung einer kriminellen Vereinigung) và (§ 129a, Bildung einer terroristischen Vereinigung).

Trên thực tế rất khó mà phân biệt, vì các nhóm khủng bố càng ngày cũng là các tổ chức tội phạm, để mà có tiền hoạt động và để liên lạc với các màng lưới tội phạm khác, chẳng hạn như để mua vũ khí.

## Nguyên nhân
Nguyên nhân thứ nhất là tội phạm có tổ chức được hình thành một cách tự nhiên, ban đầu chỉ là một nhóm nhỏ chủ yếu là những người có quan hệ gần gũi với nhau. Tuy nhiên, do nhu cầu và hoàn cảnh xã hội mà nhóm đó phát triển, dần dần trở thành một nhóm tội phạm với các hoạt động phạm tội ban đầu chủ yếu chỉ để đáp ứng nhu cầu cần thiết của các thành viên. Nhưng sau một thời gian, bằng cách này hay cách khác mà nhóm gây được ảnh hưởng đến địa bàn mà mình hoạt động nên cần phải tổ chức chặt chẽ và tìm cách gây ảnh hưởng đến các cơ quan nhà nước ở đó, dần dẫn đến các hành vi phạm tội nhằm mục đích củng cố và mở rộng thế lực của mình.
Nguyên nhân thứ hai do các nhóm tội phạm có tổ chức thành lập với mục đích ban đầu không phải để phạm tội mà do một số cá nhân đã biến nhóm trở thành một tổ chức tội phạm. Hoặc do buộc phải tự vệ nên phải có những hành động để phản ứng lại. Do có sẵn ảnh hưởng cùng lực lượng mà các nhóm này dễ dàng tạo thế lực, có thể thống trị thế giới ngầm ở nơi đó thậm chí là cả một quốc gia hay một vùng lãnh thổ.
Nguyên nhân thứ ba bắt nguồn từ yếu tố chính trị, như các nhóm tội phạm dựa vào mâu thuẫn tôn giáo hay mâu thuẫn dân tộc để hoạt động, mục đích chính là chống lại các tổ chức, nhà nước bằng cách phá hoại an ninh ở nơi đó. Các nhóm tội phạm kiểu này có thể được sự giúp đỡ của các thế lực bên ngoài có cùng chung mục đích như chúng, họ mượn tay các nhóm tội phạm để làm rối loạn hay chống lại các tổ chức, nhà nước ảnh hưởng đến quyền lợi cho họ.

## Những người tham gia vào tội phạm có tổ chức
- Người tổ chức: là người chủ mưu, cầm đầu, chỉ huy việc phạm tội.
- Người xúi giục: là người xúi giục, kích động, dụ dỗ, lôi kéo người khác phạm tội.
- Người giúp sức: là người tạo những điều kiện về vật chất hoặc tinh thần để giúp phạm tội.
- Người thực hành: người trực tiếp thực hiện tội phạm.